# All India Minorities Front
All India Minorities Front är ett politiskt parti i Indien, med bas i den muslimska minoriteten. Partiets ordförande är S.N. Asif.
AIMF förespråkar en förhandlingslösning på Ayodhyafrågan.
I valet till Delhis delstatsförsamling 1998 stödde AIMF Kongresspartiet.
I valet till Lok Sabha 1999 hade AIMF två kandidater, den kvinnliga kandidaten Afaque Parvin i Lucknow (628 röster, 0,08%) och Sanjoy Sachdev i New Delhi (177 röster, 0,08%).
I valet till Lok Sabha 2004 hade AIMF en kandidat, Amir Haider Khan från Balrampur (Uttar Pradesh). Han fick 4 874 röster (0,7%).
I valet till Jammu och Kashmirs delstatsförsamling 1996 hade AIMF lanserat två kandidater, som tillsammans fick 1 699 röster.
AIMF delar årligen ut Dr Aruna Asaf Ali Sadbhawana Award.